# Esquisses de Boz
Pour les articles homonymes, voir esquisse (homonymie).
Sketches by "Boz" Illustrative of Every-day Life and Every-day People

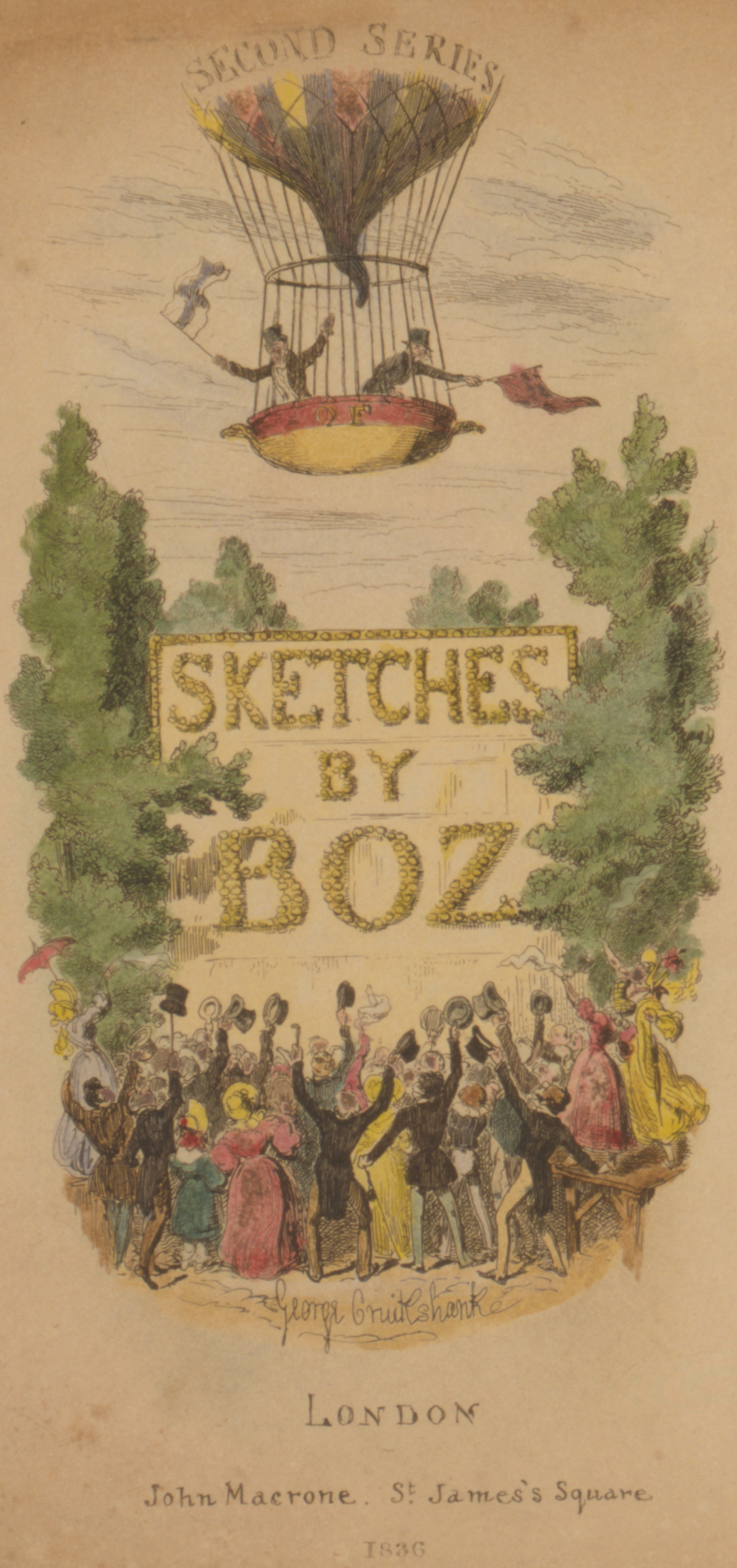
Page de titre de la seconde série, illustrée par George Cruikshank : dans la nacelle, il s'est représenté avec Dickens.

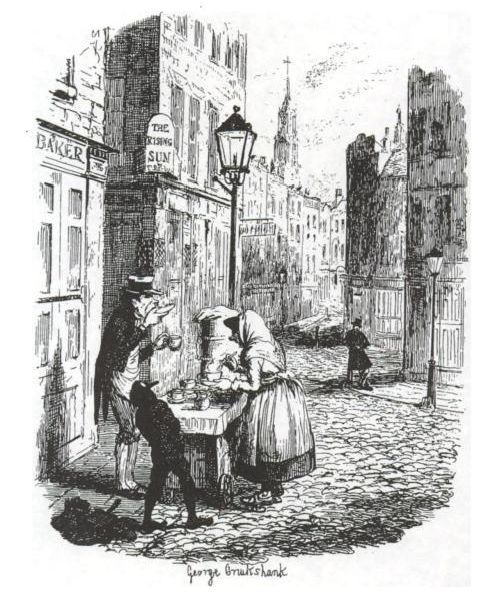
Illustration de George Cruikshank pour The Streets - Morning.

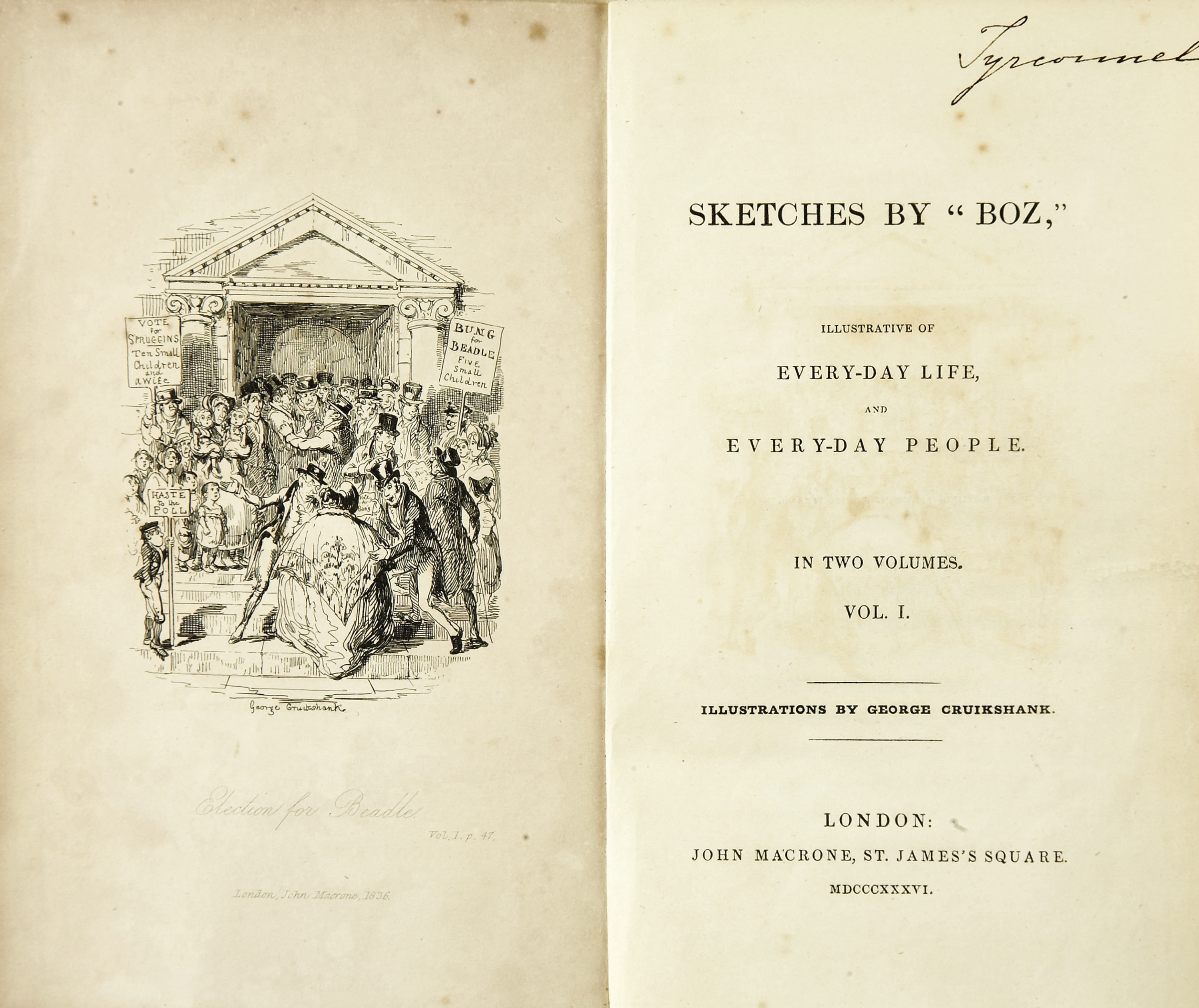
Frontispice et première page de l'édition de février 1836.

Esquisses de Boz (titre original : Sketches by Boz), dont le titre complet précise Illustrations de la vie et des gens de tous les jours, est un recueil de nouvelles de Charles Dickens, paru en 1836, où sont regroupés des textes précédemment parus dans divers journaux comme The Monthly Magazine, The Morning Chronicle, The Evening Chronicle,  Bentley's Miscellany,  entre 1834 et 1836, sous le pseudonyme de Boz. Il est illustré par George Cruikshank.

## Publication en volumes
Les textes ont été initialement publiés en deux séries par John Macrone. La première en février 1836 (deux tomes), juste avant Les Papiers posthumes du Pickwick Club, la seconde en août de la même année. 
Dans l'édition de 1839, les cinquante-six « esquisses » se répartissent en trois groupes : Our Parish (Notre paroisse), Scenes (Tableaux), Tales (Récits). 
- Our parish
  - The Beadle. The Parish Engine. The Schoolmaster
  - The Curate. The Old Lady. The Half-pay Captain
  - The Four Sisters
  - The Election for Beadle
  - The Broker's Man
  - The Ladies' Societies
  - Our Next-door Neighbour
- Scenes
  - The Streets - Morning
  - The Streets - Night
  - Shops and their Tenants
  - Scotland Yard
  - Seven Dials
  - Meditations in Monmouth Street
  - Hackney-coach Stands
  - Doctors' Commons
  - London Recreations
  - The River
  - Astley's
  - Greenwich Fair
  - Private Theatres
  - Vauxhall Gardens by Day
  - Early Coaches
  - Omnibuses
  - The Last Cab-driver, and the First Omnibus cad
  - A Parliamentary Sketch
  - Public Dinners
  - The First of May
  - Brokers' and Marine-store Shops
  - Gin-shops
  - The Pawnbroker's Shop
  - Criminal Courts
  - A Visit to Newgate
  - Thoughts about People
  - A Christmas Dinner
  - The New Year
  - Miss Evans and the Eagle
  - The Parlour Orator
  - The Hospital Patient
  - The Misplaced attachment of Mr. John Dounce
  - The Mistaken Milliner. A Tale of Ambition
  - The Dancing Academy
  - Shabby-Genteel People
  - Making a Night of It
  - The Prisoners' Van
- Tales
  - The Boarding-house
    - Chapitre premier
    - Chapitre deux

  - Mr. Minns and his Cousin
  - Sentiment
  - The Tuggses at Ramsgate
  - Horatio Sparkins
  - The Black Veil
  - The Steam Excursion
  - The Great Winglebury Duel
  - Mrs Joseph Porter
  - A Passage in the Life of Mr. Watkins Tottle
    - Chapitre premier
    - Chapitre deux

  - The Bloomsbury Christening
  - The Drunkard's death

## Parution dans la presse
La majorité d'entre elles étaient préalablement parues dans les périodiques selon le calendrier suivant :
- Mr Minns and his Cousin (SB 46) (titre original : A Dinner at Poplar Walk), paru dans The Monthly Magazine le 1er décembre 1833 est le premier texte de fiction de Dickens.
- Mrs. Joseph Porter, Over the Way (SB 53), dans The Monthly Magazine, janvier 1834.
- Horatio Sparkins ( SB 49), dans The Monthly Magazine, février 1834.
- The Bloomsbury Christening (SB 55), dans The Monthly Magazine, avril 1834.
- The Boarding-House (SB 45), dans The Monthly Magazine, mai et août 1834. Le premier texte signé du pseudonyme de Boz, les précédents étant anonymes.
- Sentiment (SB 47), dans Bell's Weekly Magazine, 7 juin 1834.
- The Steam Excursion (SB 51), dans The Monthly Magazine, octobre 1834.
- A Passage in the Life of Mr. Watkins Tottle (SB 54), Chapitre premier et Chapitre deux, dans The Monthly Magazine de janvier et février 1835.
- The Four Sisters (SB 3), Our Parish 3 (titre original : Sketches of London N° 14), dans The Evening Chronicle du 18 juin 1835.
- The Election for Beadle (SB 4), Our Parish 4 (titre original : Sketches of London N° 16), dans The Evening Chronicle du 14 juillet 1835.
- The Broker's Man (SB 5), Our Parish 5 (titre original : Sketches of London N° 18), dans The Evening Chronicle du 28 juillet 1835.
- The Ladies' Societies (SB 6), Our Parish 6 (titre original : Sketches of London N° 20), dans The Evening Chronicle du 28 juillet 1835.
- Miss Evans and the Eagle (SB 36) (titre original : Scenes and Characters No. 2), dans Bell's Life in London du 4 octobre 1835.
- The Dancing Academy (SB 41) (titre original : Scenes and Characters, N° 3), dans Bell's Life in London du 11 octobre 1835.
- Making a Night of It (SB 43) (titre original : Scenes and Characters N° 4), dans Bell's Life in London du 18 octobre 1835.
- The Misplaced Attachment of Mr. John Dounce (SB 39) (titre original :  Scenes and Characters N° 5. Love and Oysters), dans Bell's Life in London du 25 octobre 1835.
- Some Account of an Omnibus Cad (titre original : Scenes and Characters N° 6, ultérieurement renommé et développé en The Last Cab-driver and the First Omnibus Cab), dans Bell's Life in London du 1er novembre 1835.
- The Mistaken Milliner. A Tale of Ambition (SB 40) (titre original : Scenes and Characters N° 7. The Vocal Dressmaker), dans Bell's Life in London du 22 novembre 1835.
- The New Year (SB 35), dans Bell's Life in London du 3 janvier 1836.
- The Great Winglebury Duel (SB 52), dans la première série des Sketches by Boz du 8 février 1836.
- The Black Veil (SB 50), dans la première série des Sketches by Boz du 8 février 1836.
- Our Next-Door Neighbour (Our Parish 7) (titre original : Our Next-Door Neighbours), dans The Morning Chronicle du 18 mars 1836.
- The Tuggses at Ramsgate (Tales 4), dans The Library of Fiction N° 1 du 31 mars 1836 (illustré par deux gravures sur bois de Robert Seymour).
- The Hospital Patient (SB 38), Characters 6, dans The Carlton Chronicle du 6 août 1836.
- The Drunkard's Death (SB 56), dans la seconde série des Sketches by Boz du 17 décembre 1836[1].